# Campionati del mondo di ciclismo su strada 2023 - Gara in linea maschile Junior
La quarantottesima edizione della gara in linea maschile Junior dei Campionati del mondo di ciclismo su strada si svolse il 5 agosto 2023 in Scozia, con partenza ed arrivo da Glasgow, su un circuito da ripetere 8 volte per un percorso totale di 127,2 km. Il danese Albert Philipsen vinse la gara con il tempo di 3h06'26" alla media di 40,937 km/h; l'argento andò al tedesco Paul Fietzke e il bronzo al norvegese Felix Orn-Kristoff.
Dei 155 ciclisti iscritti alla partenza, si presentarono in 153 e completarono la gara in 70.

## Squadre partecipanti
| N.      | Cod. | Squadra       |
| ------- | ---- | ------------- |
| 1-5     | GER  | Germania      |
| 6-10    | FRA  | Francia       |
| 11-15   | ITA  | Italia        |
| 16-20   | NOR  | Norvegia      |
| 21-25   | DEN  | Danimarca     |
| 26-30   | NLD  | Paesi Bassi   |
| 31-35   | USA  | Stati Uniti   |
| 36-40   | BEL  | Belgio        |
| 41-45   | SVN  | Slovenia      |
| 46-48   | CAN  | Canada        |
| 49-53   | GBR  | Gran Bretagna |
| 54-57   | AUS  | Australia     |
| 58-59   | SVK  | Slovacchia    |
| 60-61   | JPN  | Giappone      |
| 62-65   | POL  | Polonia       |
| 66-69   | CZE  | Rep. Ceca     |
| 70-73   | ESP  | Spagna        |
| 74-78   | ALG  | Algeria       |
| 79-82   | SUI  | Svizzera      |
| 83-85   | EST  | Estonia       |
| 86-87   | THA  | Tailandia     |
| 88-90   | LUX  | Lussemburgo   |
| 91-93   | INA  | Indonesia     |
| 94-95   | UGA  | Uganda        |
| 96-98   | MAR  | Marocco       |
| 99-101  | NZL  | Nuova Zelanda |
| 102-103 | LAT  | Lettonia      |
| 105-107 | UKR  | Ucraina       |
| 108-109 | RWA  | Ruanda        |

| N.      | Cod. | Squadra         |
| ------- | ---- | --------------- |
| 110-111 | IRL  | Irlanda         |
| 112-113 | BRA  | Brasile         |
| 114-115 | ARG  | Argentina       |
| 116     | CUB  | Cuba            |
| 117     | TUN  | Tunisia         |
| 118-119 | BLR  | Bulgaria        |
| 120-121 | SAU  | Arabia Saudita  |
| 122     | CHI  | Cile            |
| 123-124 | URU  | Uruguay         |
| 125     | LTU  | Lituania        |
| 126     | TJK  | Tajikistan      |
| 127-128 | HUN  | Ungheria        |
| 129-130 | RSA  | Sud Africa      |
| 131     | TUR  | Turchia         |
| 132-133 | AUT  | Austria         |
| 134     | MLI  | Mali            |
| 135-136 | ECU  | Ecuador         |
| 137-138 | PRT  | Portogallo      |
| 139-140 | ROM  | Romania         |
| 141-142 | SWE  | Svezia          |
| 143-144 | COL  | Colombia        |
| 145-146 | MEX  | Messico         |
| 147     | ETH  | Etiopia         |
| 148-149 | DOM  | Rep. Dominicana |
| 150-151 | ZIM  | Zimbabwe        |
| 152     | PAN  | Panama          |
| 153-154 | FIN  | Finlandia       |
| 155     | GRE  | Grecia          |

## Ordine d'arrivo (Top 10)
| Pos. | Corridore              | Squadra     | Tempo    |
| ---- | ---------------------- | ----------- | -------- |
| 1    | Albert Philipsen       | Danimarca   | 3h06'26" |
| 2    | Paul Fietzke           | Germania    | a 1'19"  |
| 3    | Felix Orn-Kristoff     | Norvegia    | s.t.     |
| 4    | Juan David Sierra      | Italia      | a 1'24"  |
| 5    | Theodor Storm          | Danimarca   | a 1'29"  |
| 6    | Jørgen Nordhagen       | Norvegia    | a 1'43"  |
| 7    | Steffen De Schuyteneer | Belgio      | a 2'57"  |
| 8    | Sebastian Grindley     | G. Bretagna | a 2'59"  |
| 9    | Žak Eržen              | Slovenia    | a 3'01"  |
| 10   | Oscar Chamberlain      | Australia   | s.t.     |